# 1. slovenská národní hokejová liga 1987/1988
1. slovenská národní hokejová liga 1987/1988 byla 19. ročníkem jedné ze skupin československé druhé nejvyšší hokejové soutěže.

## Systém soutěže
Všech 12 týmů se v základní části utkalo čtyřkolově každý s každým (celkem 44 kol). Tým na prvním místě se utkal s vítězem 1. ČNHL v sérii na tři vítězné zápasy. Vítěz této série postoupil do nejvyšší soutěže.
Tým na poslední pozici sestoupil do 2. SNHL.

## Základní část
| Poř. | Tým                            | Zápasy | Výhry | Remízy | Prohry | Skóre   | Body |
| ---- | ------------------------------ | ------ | ----- | ------ | ------ | ------- | ---- |
| 1.   | Plastika Nitra                 | 44     | 26    | 7      | 11     | 179:109 | 59   |
| 2.   | PS Poprad                      | 44     | 24    | 3      | 17     | 191:146 | 51   |
| 3.   | Spartak ZŤS Dubnica nad Váhom  | 44     | 23    | 4      | 17     | 149:115 | 50   |
| 4.   | ZPA Prešov                     | 44     | 21    | 8      | 15     | 177:147 | 50   |
| 5.   | ZŤS Martin                     | 44     | 24    | 1      | 19     | 150:135 | 49   |
| 6.   | Iskra Smrečina Banská Bystrica | 44     | 21    | 3      | 20     | 133:128 | 45   |
| 7.   | ZTK Zvolen                     | 44     | 19    | 7      | 18     | 140:159 | 45   |
| 8.   | VTJ Michalovce                 | 44     | 20    | 4      | 20     | 174:162 | 44   |
| 9.   | VTJ Topoľčany                  | 44     | 21    | 1      | 22     | 148:154 | 43   |
| 10.  | Partizán Liptovský Mikuláš     | 44     | 19    | 4      | 21     | 139:147 | 42   |
| 11.  | ZVL Skalica                    | 44     | 13    | 9      | 22     | 132:178 | 35   |
| 12.  | Gumárne 1. mája Púchov         | 44     | 6     | 3      | 35     | 113:245 | 15   |

- Tým Plastika Nitra postoupil do kvalifikace o nejvyšší soutěž, kde se utkal s vítězem 1. ČNHL TJ Vítkovice, kterému podlehl 0:3 na zápasy (1:2, 2:4, 3:6).
- Tým Gumárne 1. mája Púchov sestoupil do 2. SNHL. Nahradil ho tým Slávia Ekonóm Bratislava.

## Kádr Plastiky Nitra
- Brankaři: D. Barto, Kubuš, Janouš
- Hráči v poli: M. Barto, Horčičák, Košťál, Lépeš, Oppitz, Pajdlhauser, Slovák, M. Turan, Paulovič, Milan Horváth, Beňo, Béreš, Čičmanec, Civáň, Hrtús, Kolečáni, Kodet, Kukla, Kostolanský, P. Ocelka, Sládeček, R. Ulehla, Zeman, Vasilko
- Trenéři: M. Oravec, R. Uličný